# قسموس خاليسكي
قسموس خاليسكي (الاسم العلمي:Cosmos jaliscensis) هو نوع من النباتات يتبع جنس القسموس من الفصيلة النجمية.